# Aeroporto Internazionale José Joaquín de Olmedo
L'Aeroporto Internazionale José Joaquín de Olmedo  è un aeroporto internazionale situato a 5 km dal centro di Guayaquil in Ecuador. È conosciuto anche come con il vecchio nome Aeroporto Internazionale Simón Bolívar, è localizzato a 5 km dal centro della città, ha una pista di atterraggio di 2790 m.
L'aeroporto prende il nome dal poeta e politico ecuadoriano José Joaquín de Olmedo, che fu il primo sindaco della città e fu così rinominato nel 2006 dopo la fine dei lavori di ampliamento del terminale, che sarà operativo per 10-15 anni fino all'apertura di un nuovo e più ampio terminale che sarà costruito a 20 km dal centro della città, nella zona di Dalar.